# Franco Debenedetti
Franco Debenedetti (Torino, 7 gennaio 1933) è un dirigente d'azienda, imprenditore, politico e saggista italiano.

## Biografia
Di origine ebraica, figlio di Rodolfo Debenedetti e fratello di Carlo De Benedetti (sebbene quest'ultimo abbia sempre preferito essere chiamato "De Benedetti" anziché – come risulterebbe all'anagrafe – "Debenedetti"), si laurea in ingegneria al Politecnico di Torino nel 1956. Lavora inizialmente nell'azienda di famiglia, per passare poi all'Olivetti nella quale rivestirà anche le cariche di vicepresidente e amministratore delegato. 
È stato membro dei consigli di amministrazione di alcune società, enti e fondazioni, tra cui CIR, Piaggio, Fondazione Rodolfo Debenedetti, Fondazione Italia USA, Progetto Italia. È stato insignito di numerosi riconoscimenti, tra cui il Premio Ezio Tarantelli (1996) e il Premio Capalbio per l'Economia (1999). 
Dal 2008, insieme con Alberto Mingardi, ha condotto Blue-liberisti in Red per l'emittente privata Red Tv, chiusa nel 2010.
Ha fondato e presieduto per 6 anni Interaction Design Institute Ivrea. È Presidente della Fondazione Istituto Bruno Leoni.
Ha pubblicato alcuni volumi tra i quali Sappia la destra (Baldini & Castoldi, 2001), Non basta dire no (Mondadori, 2002), Grazie Silvio (Mondadori, 2006), La guerra dei trent'anni: politica e televisione in Italia, 1975-2008 (Einaudi, 2009) e, per l'editore Marsilio, Il peccato del professor Monti (2013), Scegliere i vincitori,salvare i perdenti. L'insana idea della politica industriale (2016), Fare profitti. Etica dell'impresa (2022) e Due lingue, due vite. I miei anni svizzeri. 1943 - 1945 (2024), libro illustrato che riproduce documenti e diari degli anni in cui la famiglia Debenedetti cercò rifugio in Svizzera dalla persecuzione degli ebrei. 

## Impegno politico
Per tre legislature è stato eletto al Senato della Repubblica, rispettivamente del 1994, 1996 e 2001 per le liste del PDS e DS, dove ha fatto parte della Commissione Industria, Commercio e Turismo.
In occasione delle elezioni politiche del 2013 non ha preso posizione per la sua area di origine, di centrosinistra, ma, pur non candidandosi, ha dichiarato una preferenza per il partito di orientamento liberista, di centrodestra, Fare per Fermare il Declino, guidato da Oscar Giannino.

## Procedimenti giudiziari
Nell'ottobre 2015, insieme al fratello Carlo, è rinviato a giudizio per l'indagine sulle morti per amianto alla Olivetti: il processo di primo grado si conclude nel luglio dell'anno successivo con la condanna, identica a quella del fratello, a cinque anni e due mesi di reclusione . Nell'ottobre 2019 la Cassazione lo ha assolto insieme al fratello in via definitiva.

## Opere
- Sappia la destra, Milano, Baldini & Castoldi, 2001, ISBN 88-8089-425-0.
- Franco Debenedetti (a cura di), Non basta dire no!, Milano, Arnoldo Mondadori Editore, 2002, ISBN 88-04-51581-3.
- André Glucksmann, Occidente contro occidente, prefazione di Franco Debenedetti, Torino, Lindau, 2004, ISBN 88-7180-500-3.
- Mark Roe, La public company e i suoi nemici: determinanti politiche di governo d'impresa, prefazione di Franco Debenedetti, Milano, Il Sole 24 Ore, 2004, ISBN 88-8363-534-5.
- Grazie Silvio: un «comunista» a Panorama, Milano, Arnoldo Mondadori Editore, 2005, ISBN 88-04-55286-7.
- Quarantacinque percento: una critica liberale al progetto Gentiloni sulla TV, Soveria Mannelli, Rubbettino, 2007, ISBN 978-88-498-1775-1.
- Franco Debenedetti e Antonio Pilati, La guerra dei trent'anni: politica e televisione in Italia, 1975-2008, Torino, Einaudi, 2009, ISBN 978-88-06-19801-5.
- Il peccato del professor Monti. L'Europa, i tecnici e le identità politiche degli italiani, Venezia, Marsilio, 2013, ISBN 978-8831715171.
- Scegliere i vincitori, salvare i perdenti: l'insana idea della politica industriale, Venezia, Marsilio, 2016, ISBN 978-88-317-2393-0.
- Fare profitti. Etica dell'impresa, Venezia, Marsilio, 2021. ISBN 978-8829709069.
- Due lingue, due vite. I miei anni svizzeri. 1943 - 1945, Venezia, Marsilio Arte, 2024. ISBN 979-1254632758 .